# Вербовка в армию

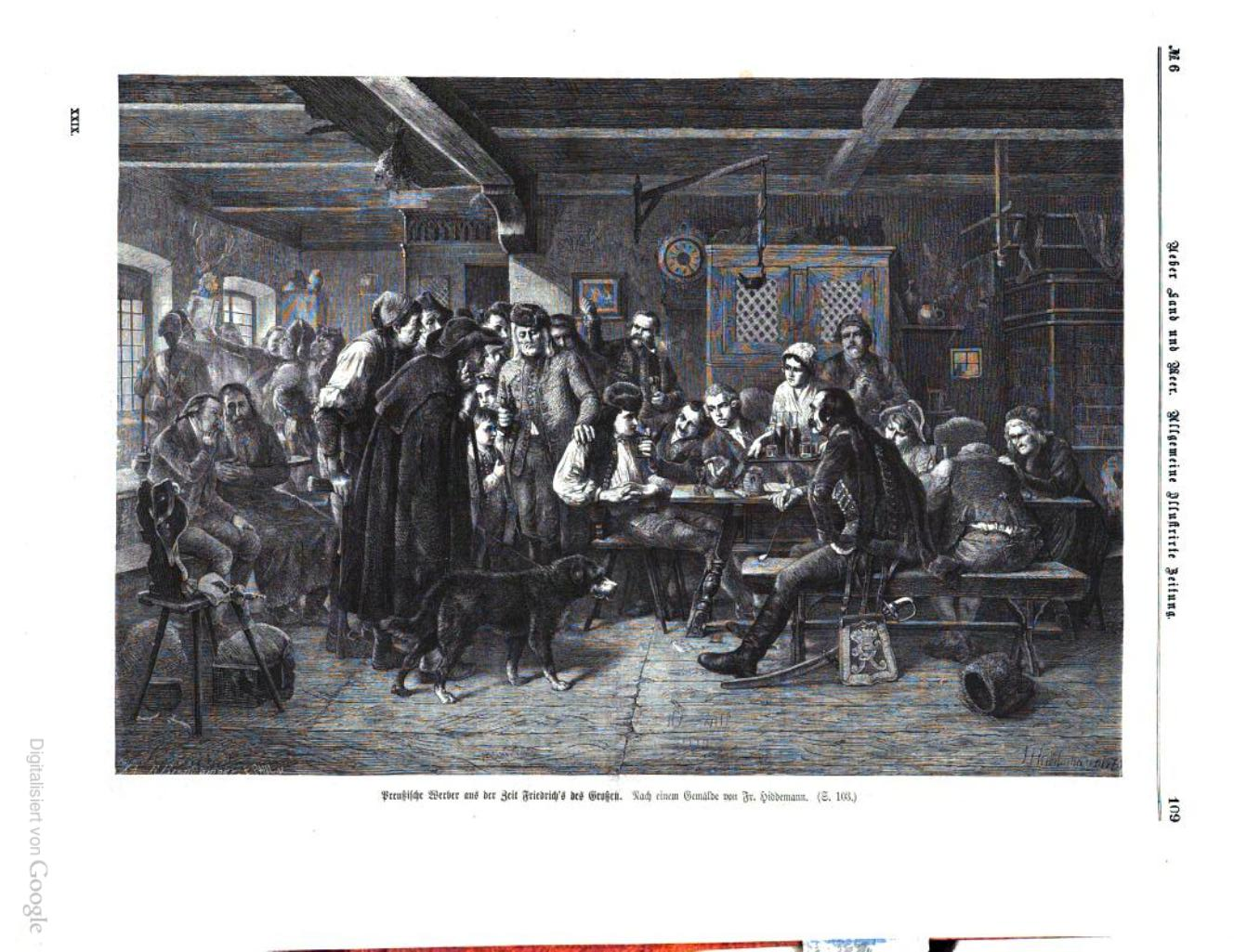
Вербовка в солдаты в Пруссии при Фридрихе II.

Вербо́вка в армию (от нем. werben) — система комплектования армии и флота посредством вольного найма охотников в солдаты и матросы, на определённый срок службы.
Вербовка в армию практиковалась повсюду до наполеоновских войн, на начало XX столетия вербовка сохранилась в Англии, США и отчасти ещё в Нидерландах, Бельгии и Швеции.

## История
В древние времена вербовка практиковалась ещё у египтян и греков, позже - в Финикии, Карфагене, Венеции, Генуе, Пизе, Ганзе, Голландии.
Вначале солдаты вербовались только на время войны; применение же вербовки для комплектования постоянных армий началось с введением последних во Франции (банды) в XV веке. Во Франции комплектование полков и рот лежало на их командирах, которые содержали особых агентов, получавших за каждого солдата или матроса премию; размер этих премий иногда сообразовался «с ростом и красотою» рекрута.
Каких-либо узаконенных правил по производству вербовки не существовало, а потому вербовка вскоре превратилась в промысел, связанный со значительными злоупотреблениями. Частные вербовщики (racoleurs) прибегали к обману, спаиванию, насилию и тому подобным средствам для того, чтобы заставить намеченную ими жертву получить задаток, после чего рекрут превращался в собственность вербовщика и иногда, связанный по рукам и ногам, доставлялся в роту. Создался даже особый тип вербовщика-бретёра, который заводил ссоры, вызывал на поединок и затем предлагал на выбор — смерть или военную службу. В Париже имелись особые здания (fours — яма), в которые запирали только что завербованных солдат впредь до отсылки их в полки. Насколько неразборчиво было правительство в отношении нравственности завербованных солдат, явствует хотя бы из того, что на военную службу брали преступников и бродяг и формировали из них особые части — Bataillons de salades.
Так как постоянные войны не позволяли капитанам и полковникам заняться как должно вербовкой, то в 1701 году были учреждены правительственные вербовочные депо, а затем, во время Семилетней войны этот способ пополнения стал нормальным и были учреждены должности правительственных вербовщиков — officiers et sous-ofticiers récruteurs. При Людовике XV вербовка была перенесена за пределы государства и заключен договор с Швейцарией на право вербовать там определённое число солдат в год. К этой же эпохе относится начало вербовки на французскую службу немцев из германских государств. В 1756 году в договоре между Францией и Австрией была даже установлена рыночная цена солдата — 96 гульденов, считая и полное снаряжение пехотинца. В 1789 году стоимость солдата была 100 ливров, считая в том числе 10 ливров вербовщику.
В германских государствах, как и во Франции, вербовка была обращена в промысел, с теми же, если не большими, злоупотреблениями. В 1713 году Фридрих-Вильгельм I воспретил принудительную вербовку, сохранив ее только для лиц с дурной нравственностью (schlimme Subjekten) и ввел вербовку иностранцев, для чего в различных городах были учреждены вербовочные управления, обязанные заманивать на службу в прусскую армию возможно большее число иностранцев. Злоупотребления остались прежние, так как в любом путешественнике можно было заподозрить преступника или бродягу и силой забрать его на военную службу. Так, например, в 1741 году был принудительно завербован Ломоносов, прельстивший вербовщиков своим могучим ростом и сложением и спасшийся только бегством. В 1733 году вербовка в Пруссии сохранилась лишь в дополнение к новому порядку пополнения армии рекрутами.
В Австрии в 1781 году вербовка собственных подданных была воспрещена и было ограничено число вербованных иностранцев. Вербовка сохранилась более продолжительное время только в Тироле (до 1820 года) и в Венгрии (до 1848 года).

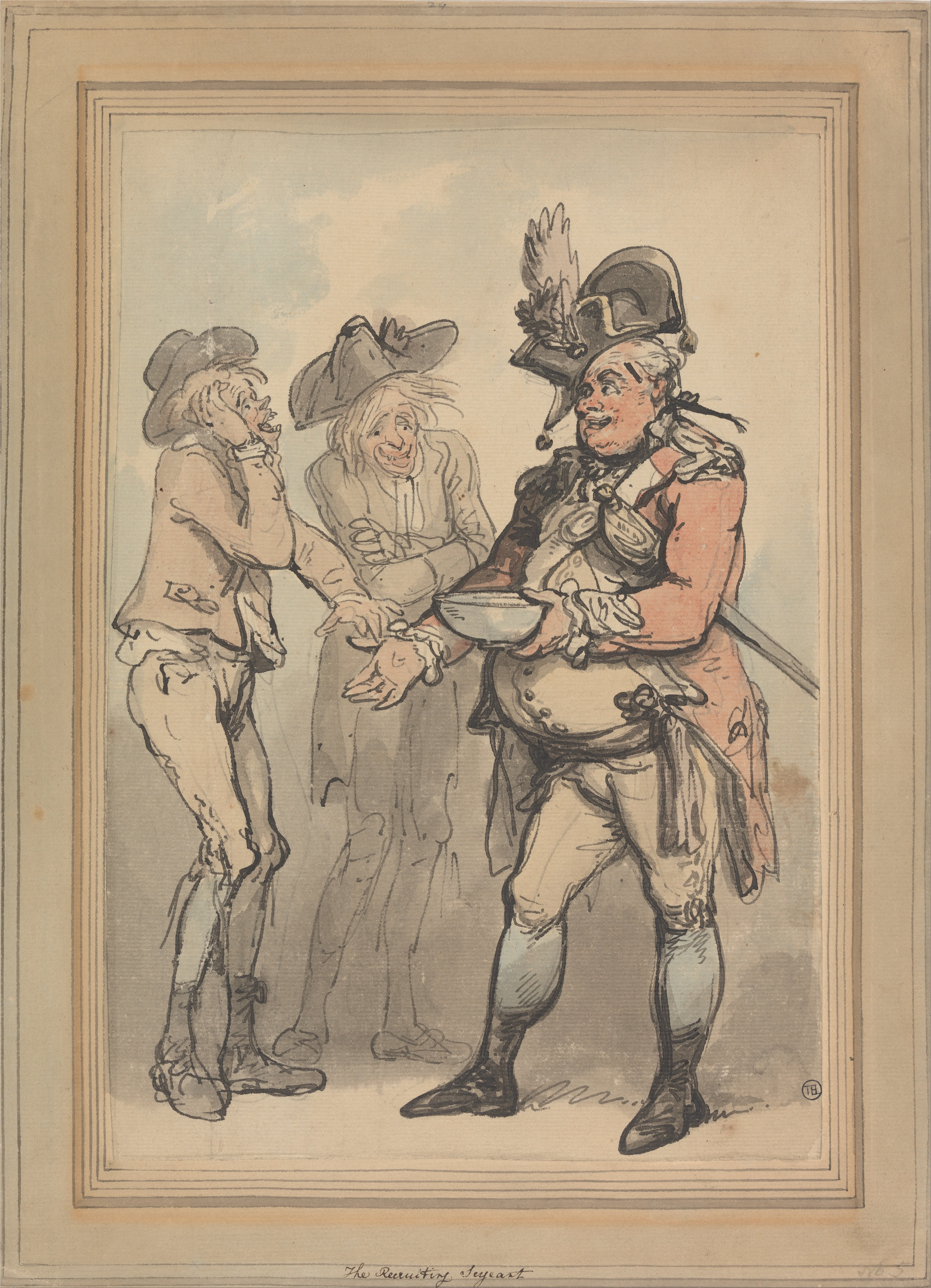
Сержант-рекрутер, карикатура Томаса Роулендсона

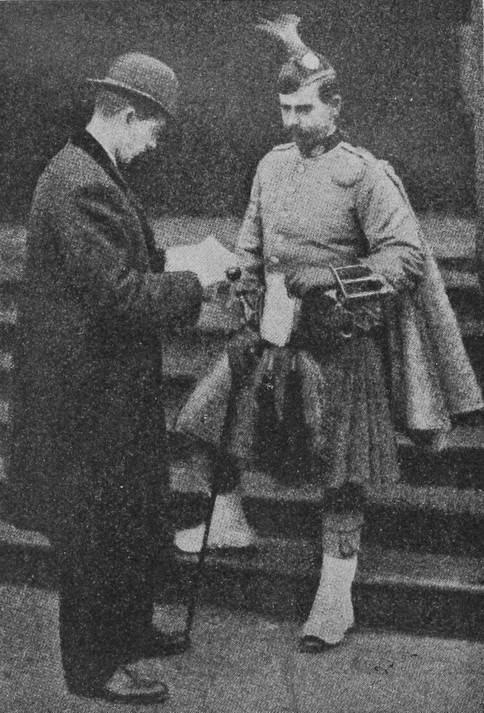
Вербовка в Англии. Ознакомление с условиями поступления на службу.

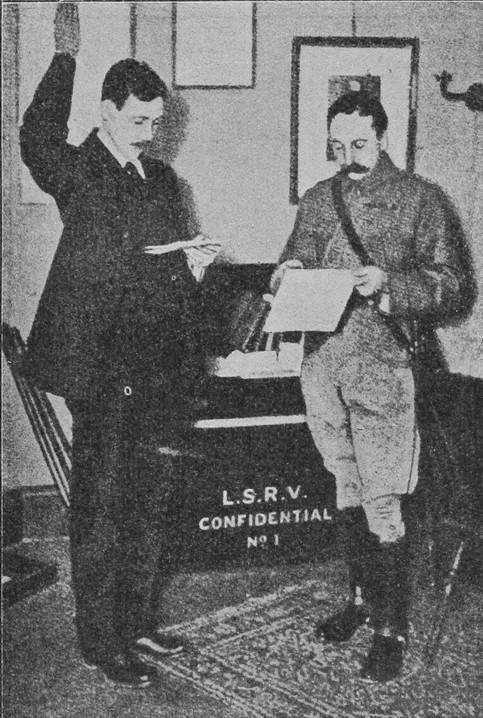
Вербовка в Англии. Присяга.

В Великобритании пополнение армии путём вербовки никогда не прекращалось и постепенно трансформировалось в современное поступление на службу по контракту. Время от времени войска были обязаны совершать по городам и селениям прогулки с музыкой и распущенными знаменами для привлечения добровольцев (recruiting marches). На вокзалах и в общественных местах расклеивались большие афиши, восхваляющие военную службу; в почтовых конторах бесплатно раздавались открытки с заманчивыми иллюстрациями из военной жизни и брошюры, объясняющие права и обязанности солдат.
С эпохи Средневековья в Англии до начала XIX века вербовщики имели законное право насильно записывать в Военно-морские силы моряков с торговых кораблей. Обычно они ограничивали свою деятельность портовыми городами, где легко было найти новобранцев с достаточным опытом, но обладали полномочиями на всей территории страны. Особенно активны были вербовщики во время войн, которые вела Великобритания с 1688 по 1815 год. Они нередко сталкивались с массовым сопротивлением и не отваживались работать в портах Корнуолла, Девоншира и Дорсетшира. От набора освобождались дворяне и рыбаки.
Морские офицеры не одобряли эту систему, но считали, что ей нет альтернативы. Протест США против захвата их судов и насильственной вербовки моряков был одной из причин англо-американской войны 1812 года. Эта система сохранялась до 1830-х годов, когда повышение жалования обеспечило достаточное количество добровольцев. В 1853 году Акт о постоянной службе упорядочил профессиональный статус моряков и сделал вербовщиков излишними.
В Российской империи вербовка существовала (до 1881 г.) в Великом княжестве Финляндском для пополнения лейб-гвардии 3-го стрелкового финского батальона. Цесаревич Павел Петрович, вернувшийся в 1776 г. из Берлина убежденным сторонником вербовки, по восшествии на престол не приступал к осуществлению этой идеи. Однако в 1797 году он, желая дать приличное занятие множеству польской шляхты, создал конно-польский полк, на правах и преимуществах прежней польской службы. Этот полк комплектовался вольноопределяющимися на «веpбyнкax».

## Галерея плакатов, призывающих к службе

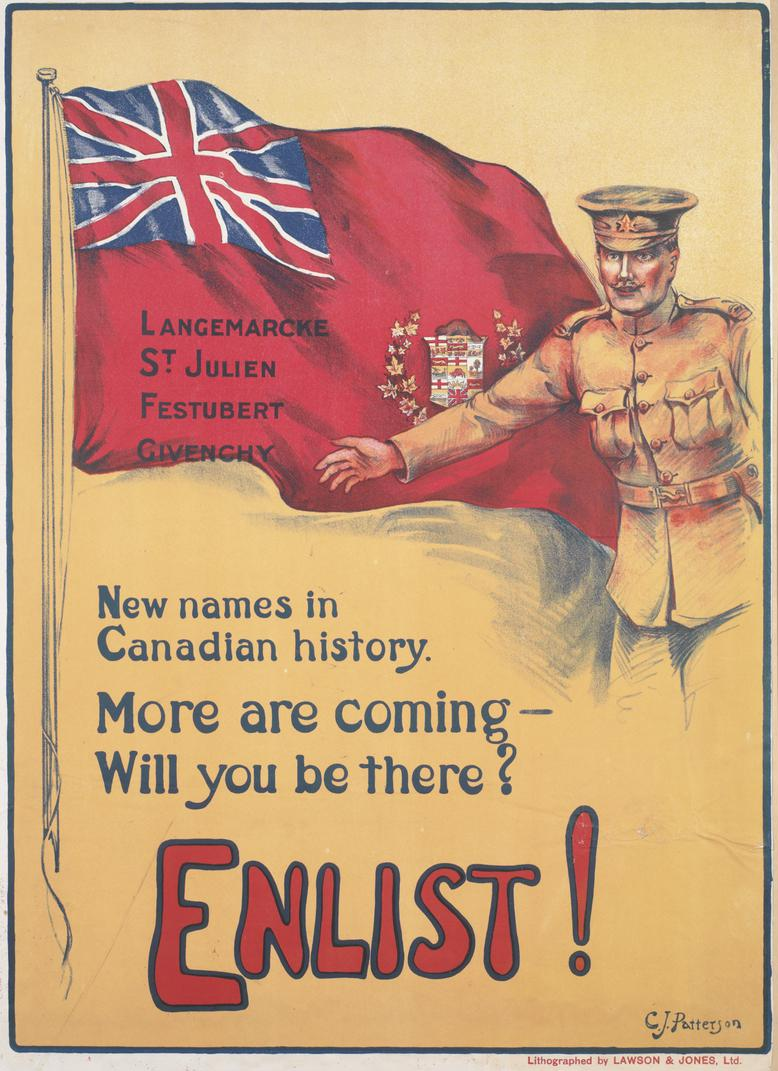
Канада. Первая мировая война.
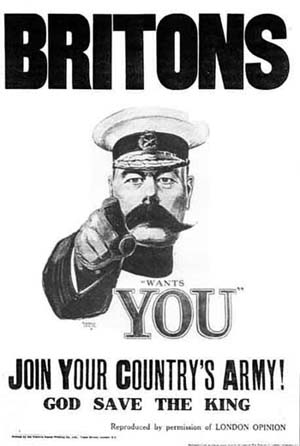
Великобритания. Первая мировая война.
США. Первая мировая война.
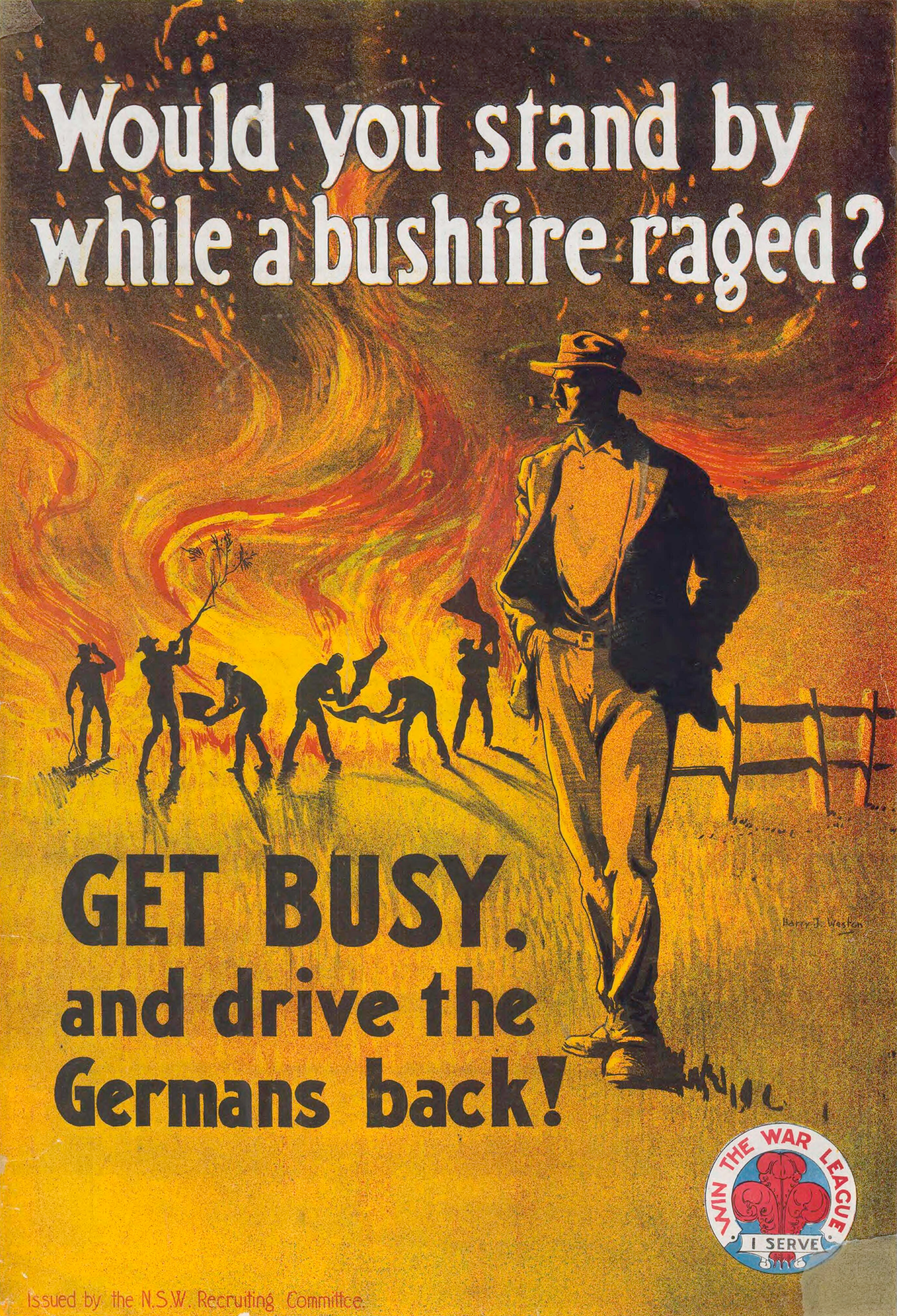
Австралия. Первая мировая война.